# You Belong to the City
You Belong to the City ist ein Popsong von Glenn Frey aus dem Jahr 1985, der von ihm und Jack Tempchin geschrieben wurde.

## Geschichte
Glenn Frey spielte bei dem Lied einen Yamaha DX7-Synthesizer, Bill Bergman das Saxophon. Die Aufnahmen fanden Ende 1984 in den Fool on the Hill Studios in New York City statt. Veröffentlicht wurde das Stück im August 1985.
Der Song war in diversen Fernsehserien zu hören, so beispielsweise erstmals in Miami Vice in der Episode Auf dem Kriegspfad, Teil 2 im September 1985, in der Episode Alte Zeiten von Eine schrecklich nette Familie (Januar 1988), im A Very Special Drawn Together Afterschool Special von Drawn Together (März 2006) und in der Actionkomödie Thunder Force (2021).

## Musikvideo
Zu Beginn des Musikvideos ist ein Saxophonist zu sehen, während Frey an einem Fenster sitzt und raucht. Andernorts bereitet eine Frau zu Hause ihr Date vor und sieht dabei Miami Vice, was sich bei jedem Fernsehgerät im Video wiederholt. Nachdem die Frau lange gewartet hat, bläst sie eine Kerze aus und geht los. Als Frey eine Straße überqueren will, überfährt ihn beinahe das Taxi, in dem die Frau sitzt. Später finden sich beide in einem Lokal wieder, danach wird die Frau von einem anderen Mann belästigt, was Frey bemerkt. Als er das Lokal verlässt, folgt ihm auch die Frau, und beide gehen am Ende des Clips zusammen weg.

## Coverversionen, Samples und Liveversionen
- 1997: Jay-Z feat. BLACKstreet (The City Is Mine)
- 2005: Eagles (Liveversion)